# Викелидис, Клеантис
Клеа́нтис Викели́дис (греч. Κλεάνθης Βικελίδης; 15 сентября 1915 , Салоники — 4 ноября 1988, Салоники) — греческий футболист, выступавший на протяжении всей карьеры на позиции нападающего в футбольном клубе «Арис», а также футбольный тренер.

## Биография
Викелидис родился 15 сентября 1915 года в Солониках. В его семье, помимо него, было ещё восемь братьев и сестёр, пятеро из которых выступали за «Арис». Двое из его братьев, Костас и Никифорос, даже выступали с ним в команде за один клуб и за одну сборную.
Умер 4 ноября 1988 года в возрасте 73 лет.

## Карьера

### Клубная карьера
Всю игровую карьеру провёл в футбольному клубе «Арис», в составе которого дважды становился чемпионом Греции (в 1932 и 1946 годах). Всего сыграл 131 матч и забил 73 гола.

### Карьера в сборной
За сборную Греции провёл семь матчей и забил четыре гола. Дебютировал 17 мая 1936 года в матче со сборной Румынии за Балканский кубок, в котором греки победили со счётом 5-2. Последний раз вышел на поле в составе Греции 23 апреля 1948 года со сборной Турции. Матч закончился поражением греков со счётом 1-3, Викелидис выступил в ранге капитана команды и отличился единственным голом за свою сборную.

### Тренерская карьера
После окончания карьеры игрока пробовал себя в качестве главного тренера таких футбольных клубов, как «Арис» из Салоников (1953—1954, 1958—1959, 1961—1962), ПАОК (1956—1957), «Аполлон» из Каламарии (1960—1961), «Пиерикос» (1962), «Ники Волос» (1963—1964).

## Достижения
- Чемпион Греции (2): 1932, 1946
- Чемпион Салоников (4): 1934, 1938, 1946, 1949

## Память
В 2004 году стадион футбольного клуба «Арис» «Хирилау» был назван именем Клеантиса Викелидиса.